# Brian Boucher
Brian "Boosh" Boucher (ur. 2 stycznia 1977 w Woonsocket, Rhode Island) – amerykański hokeista, w latach 1999–2013 gracz NHL.

## Kariera klubowa
- Mount ST. Charles Academy (1993−1994)
- Wexford Raiders (1994–1995)
- Tri-City Americans (1994–1997)
- Philadelphia Phantoms (1997–1999)
- Philadelphia Flyers (1999–2002)
- Phoenix Coyotes (2002–2006)
  -  HV71 (2004–2005) – lokaut w NHL
  -  Calgary Flames (2005−2006)
  -  San Antonio Rampage (2005−2006)
- Chicago Blackhawks (2006–2007)
  -  Columbus Blue Jackets (2006–2007)
- Philadelphia Phantoms (2007–2008)
- San Jose Sharks (2007–2009)
- Philadelphia Flyers (2009–2011)
  -  Adirondack Phantoms (2009–2010)
- Carolina Hurricanes (2011–2013)
  -  Adirondack Phantoms (2012−2013)
- Philadelphia Flyers (2013)
- EV Zug (2013)

## Sukcesy
Indywidualne
- Najlepsza średnia straconych bramek na mecz (1,91) w sezonie 1999–2000
- 5 kolejnych meczów (332 minuty) bez straty gola (shutout) w sezonie 2003–2004[1] – aktualny rekord NHL